# Панамериканский чемпионат по борьбе 2019
Панамериканский чемпионат по борьбе 2019 года прошёл 18 — 21 апреля в Буэнос-Айресе (Аргентина).

## Медалисты

### Вольная борьба
| Весовая категория | Золото                   | Серебро                      | Бронза                                                                 |
| ----------------- | ------------------------ | ---------------------------- | ---------------------------------------------------------------------- |
| до 57 кг          | Джошуа Родригес · США    | Оскар Тигрерос · Колумбия    | Рейнери Андреу · Куба Педро Мехиас · Венесуэла                         |
| до 61 кг          | Джозеф Колон · США       | Йовлис Бонне · Куба          | Скотт Шиллер · Канада                                                  |
| до 65 кг          | Колтон Маккристал · США  | Домиан Соленсаль · Куба      | Агустин Дестрибатс · Аргентина Маурисио Санчес · Эквадор               |
| до 70 кг          | Энтони Ашнолт · США      | Николас Роу · Канада         | Майкл Тайпе · Перу                                                     |
| до 74 кг          | Джордан Барроуз · США    | Джевон Балфур · Канада       | Хулио Родригес · Доминиканская Республика Франклин Гомес · Пуэрто-Рико |
| до 79 кг          | Чандлер Роджерс · США    | Сантьяго Мартинес · Колумбия | Джасмит Фулка · Канада                                                 |
| до 86 кг          | Дэвид Тейлор · США       | Педро Себальос · Венесуэла   | Алекс Мур · Канада Ласаро Эрнандес · Куба                              |
| до 92 кг          | Джейден Кокс · США       | Хайме Эспиналь · Пуэрто-Рико | Диего Рамирес · Парагвай                                               |
| до 97 кг          | Кайл Снайдер · США       | Рейнерис Салас · Куба        | Хосе Даниэль Диас · Венесуэла Эван Рамос · Пуэрто-Рико                 |
| до 125 кг         | Николоз Гвяздовски · США | Кори Джарвис · Канада        | Оскар Пино · Куба Антуан Жауде · Бразилия                              |

### Греко-римская борьба
| Весовая категория | Золото                    | Серебро                     | Бронза                                               |
| ----------------- | ------------------------- | --------------------------- | ---------------------------------------------------- |
| до 55 кг          | Макс Ноури · США          | Саргис Хачатрян · Бразилия  | Джошуа Медина · Пуэрто-Рико                          |
| до 60 кг          | Луис Орта · Куба          | Самуэль Гурриа · Мексика    | Диктер Того · Колумбия Энтони Паленсия · Венесуэла   |
| до 63 кг          | Андрес Монтаньо           | Раян Манго · США            | Хосе Давила · Перу                                   |
| до 67 кг          | Исмаэль Борреро · Куба    | Эллис Колеман · США         | Жойлсон Жуниор · Бразилия Шалом Вильегас · Венесуэла |
| до 72 кг          | Равауг Перкинс · США      | Кенеди Педроса · Бразилия   | Франсиско Баррио · Аргентина                         |
| до 77 кг          | Йосванис Пенья · Куба     | Камаль Бэй · США            | Хаир Куэро · Колумбия Хуан Анхель Эскобар · Мексика  |
| до 82 кг          | Чейни Хайт · США          | Карлос Эспиноса · Перу      | Адил Машаду · Бразилия                               |
| до 87 кг          | Луис Авендано · Венесуэла | Антонио Дуран · Куба        | Патрик Мартинес · США Альфонсо Лейва · Мексика       |
| до 97 кг          | Габриэль Росильо · Куба   | Трэйси Хэнкок · США         | Луильис Перес · Венесуэла Кевин Мехиа · Гондурас     |
| до 130 кг         | Адам Кун · США            | Лучано Дель Рио · Аргентина | Эдгардо Лопес · Пуэрто-Рико Анхель Пачеко · Куба     |

### Женская борьба
| Весовая категория | Золото                   | Серебро                       | Бронза                                               |
| ----------------- | ------------------------ | ----------------------------- | ---------------------------------------------------- |
| до 50 кг          | Юснейлис Гусман · Куба   | Эрин Голстон · США            | Патрисия Бермудес · Аргентина Талия Малькви · Перу   |
| до 53 кг          | Сара Хильдебрандт · США  | Луиса Вальверде · Эквадор     | Лилианет Дуанес · Куба Диана Вейкер · Канада         |
| до 55 кг          | Александра Хедрик · США  | Джейд Дэвис · Канада          | Нерина Асеррад · Аргентина                           |
| до 57 кг          | Лисетт Антес · Эквадор   | Ханна Тейлор · Канада         | Бетсабет Сарко · Венесуэла Джакарра Винчестер · США  |
| до 59 кг          | Лоренс Бьюрегор · Канада | Андрибет Ривера · Пуэрто-Рико | Каролин Сантана · Бразилия                           |
| до 62 кг          | Лаис Нуньес · Бразилия   | Мэлори Вельте · США           | Абнелис Ямбо · Пуэрто-Рико Натали Гриман · Венесуэла |
| до 65 кг          | Джулия Салата · США      | Джессика Бруйетт · Канада     | Габриэла Роша · Бразилия                             |
| до 68 кг          | Тамира Менса · США       | Юдарис Санчес · Куба          | Амбар Гарниса · Мексика Оливия Ди Бакко · Канада     |
| до 72 кг          | Деджа Слатер · Канада    | Рэчел Уоттерс · США           | Линда Мачуга · Аргентина                             |
| до 76 кг          | Аделайн Грей · США       | Хенесис Реаско · Эквадор      | Диана Крус · Перу Эрика Уибе · Канада                |